# White City (Florida)
White City és una concentració de població designada pel cens dels Estats Units a l'estat de Florida. Segons el cens del 2000 tenia 4.221 habitants.

## Demografia
Segons el cens del 2000, White City tenia 4.221 habitants, 1.563 habitatges, i 1.150 famílies. La densitat de població era de 230,8 habitants/km².
Dels 1.563 habitatges en un 31,8% hi vivien nens de menys de 18 anys, en un 58,6% hi vivien parelles casades, en un 10,2% dones solteres, i en un 26,4% no eren unitats familiars. En el 20,5% dels habitatges hi vivien persones soles el 7,7% de les quals corresponia a persones de 65 anys o més que vivien soles. El nombre mitjà de persones vivint en cada habitatge era de 2,65 i el nombre mitjà de persones que vivien en cada família era de 3,02.
Per edats la població es repartia de la següent manera: un 25% tenia menys de 18 anys, un 7,5% entre 18 i 24, un 28,5% entre 25 i 44, un 26,7% de 45 a 60 i un 12,4% 65 anys o més.
L'edat mediana era de 39 anys. Per cada 100 dones de 18 o més anys hi havia 99 homes.
La renda mediana per habitatge era de 42.165 $ i la renda mediana per família de 54.563 $. Els homes tenien una renda mediana de 31.136 $ mentre que les dones 25.495 $. La renda per capita de la població era de 20.818 $. Entorn del 7,4% de les famílies i l'11,1% de la població estaven per davall del llindar de pobresa.

## Poblacions més properes
El següent diagrama mostra les poblacions més properes.